# マンガ・アニメ・ゲームに関する議員連盟

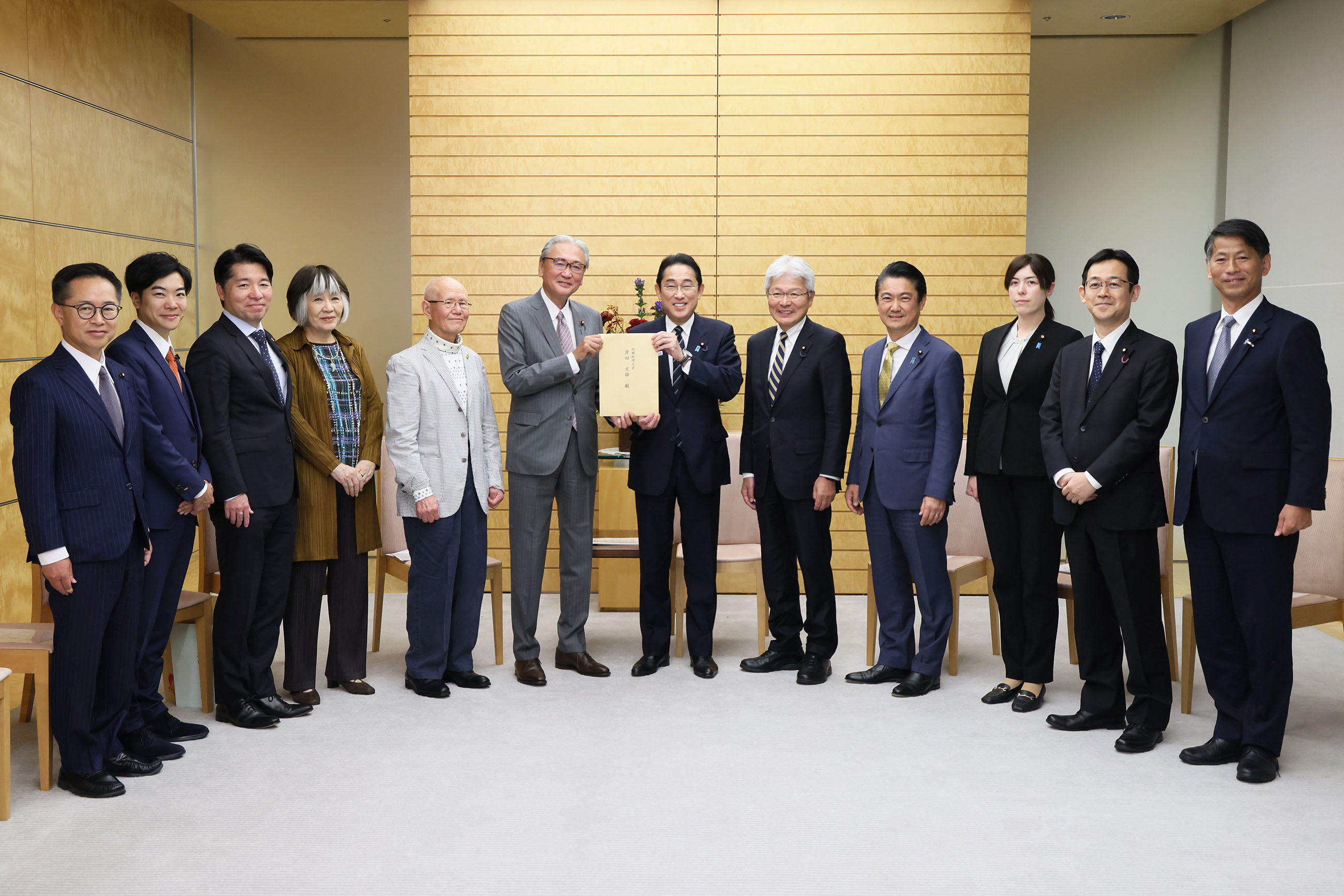
2023年11月、内閣総理大臣（当時）岸田文雄に申入れを行う議連のメンバーら

マンガ・アニメ・ゲームに関する議員連盟（マンガ・アニメ・ゲームにかんするぎいんれんめい）は、2014年11月18日に自由民主党・公明党・民主党・日本を元気にする会を中心とした衆議院議員及び参議院議員らにより結成された日本の超党派の議員連盟。MANGA議連（Manga ANimation GAme）と略される。

## 設立の背景
設立総会において配付された設立趣意書（案）より引用。
マンガ・アニメ・ゲーム（MANGA）は、長い歴史に培われた豊かな文化を持つこの国で、大衆娯楽として勃興、相互に支えあって発展し、今や我が国を代表する文化・産業となった。世界の人々の多くは、MANGAを通じて、初めて「日本」を知り、その文化に接する。近年、MANGAの力に世界的な注目が集まり、諸外国は競ってこれら産業の保護育成に取り組んでいる。他方、デジタル・ネットワークの急速な拡大は、海賊版被害の飛躍的な増大をも招いた。また戦後70年が過ぎつつある今、MANGA草創期の作品資料や貴重な記憶は“散逸”という文化的危機に直面しつつあり、MANGAを支えるアニメーターをはじめとしたクリエイター等の環境改善と次代を担う人財育成という課題は指摘されて久しいが、なお改善の兆しは見えない。
政権交代により、惜しくも見送られたメディア芸術総合センター（仮称）は、これらの課題にいち早く取り組む意欲的な計画であった。5年という歳月を経て、MANGAという日本の強みを支える拠点を求める声は、今やMANGA関係者はもちろん、ひろく内外においても、その機運と共に高まりつつある。
産業基盤の整備や拠点形成等に関する具体的施策をもってかかる課題を解消し、状況に応じて適時適切な措置を講じていくには、官民の利害を超えた公共的立場として私たち国会議員がその役割を果たしていく必要があり、ここに「マンガ・アニメ・ゲームに関する議員連盟（仮称）」の設立を提起する。

## 主な活動
2014年11月18日、設立総会を開催。漫画家で日本漫画家協会理事長のちばてつや、監督・アニメーターで株式会社カラー代表取締役社長の庵野秀明、漫画家でマンガジャパン代表、日本漫画家協会理事の里中満智子、マンガ・アニメ海賊版対策協議会座長で集英社専務取締役の鳥嶋和彦からヒアリングの後、他の参会者も交え、質疑応答が行われた。
上記4名以外の参会者は日本動画協会代表理事でサンライズ代表取締役会長の内田健二、コミック出版者の会で講談社常務取締役の清水保雅、明治大学国際日本学部准教授の森川嘉一郎、監督・アニメーターで日本アニメーター・演出協会副代表理事のヤマサキオサム、マンガ大賞発起人・実行委員の吉田尚記、そして京都精華大学マンガ学部長で教授の吉村和真であった。
議連の目的は、次の4つとされている。
- 世界の若者に愛される文化であり、更なる成長が期待される産業であるマンガ・アニメ・ゲームの振興、そのための社会的・制度的基盤整備の促進
- 国際的に平等な競争環境を整えるため、クリエイター等の就労環境の改善を図る等、持続可能な制作環境整備を促すことを目的とした諸施策の検討
- マンガ・アニメ・ゲームを我が国文化資源として蓄積し、コンテンツ人財育成や海外からの観光客誘致に資するナショナル・アーカイブの実現
- マンガ・アニメ・ゲーム産業の更なる発展に資するローカライズやプロモーション等の海外展開促進や模倣品・海賊版対策に関する取り組みの展開

2015年9月14日より、専ら上記3点目に関する「MANGAナショナル・センター構想に関する有識者会議」が設置された。同会議では「MANGAの世界的拠点として、関連資料の収集・保存及び提供並びに連携拠点機能を有するミュージアムの新設を柱とするMANGAナショナル・センター構想の検討」が行われるものとされている。有識者会議の委員は次の7名（順不同・敬称略）。	
- 青木保（国立新美術館 館長）
- 太下義之（三菱UFJリサーチ&コンサルティング 芸術・文化政策センター 主席研究員／センター長）
- 内田健二（一般社団法人日本動画協会 理事長、マンガ・アニメ・ゲーム・メディアアート産学官民コンソーシアム組織委員会 共同代表）
- 清水保雅（コミック出版社の会、株式会社講談社 常務取締役、マンガ・アニメ・ゲーム・メディアアート産学官民コンソーシアム 組織委員会 共同代表）
- 高野明彦（国立情報学研究所 教授）
- 森川嘉一郎（明治大学 国際日本学部 准教授）
- 吉村和真（京都精華大学 副学長、国際マンガ研究センター長、学校法人京都精華大学 常務理事）

2019年7月18日の京都アニメーション放火殺人事件では、同社に寄せられた寄附金に対する課税を優遇するなどの支援措置を講じるよう、菅義偉官房長官に申し入れを行っている。

## 役員・在籍議員
最高顧問
- 麻生太郎

顧問
- 林芳正

会長
- 古屋圭司

副会長
- 阿部俊子
- 石橋通宏
- 泉健太
- 遠藤敬
- 逢坂誠二
- 上川陽子
- 輿水恵一
- 新藤義孝
- 平将明
- 高市早苗
- 永岡桂子
- 中野洋昌
- 新妻秀規
- 船田元
- 古川元久
- 前原誠司
- 松本剛明
- 松野博一
- 松原仁

幹事長
- 西村康稔

幹事長代理
- 山下貴司
- 丹羽秀樹
- 田名部匡代

幹事
- 赤池誠章
- 小野田紀美
- 金村龍那
- 塩川鉄也
- 多ケ谷亮
- 西岡秀子
- 浜田聡
- 森山浩行

事務局長
- 笠浩史

事務局長代行
- 山田太郎

事務局長代理
- 赤松健

上記の役員を含め、衆参を合わせた所属議員総数は110人。自由民主党・公明党・立憲民主党・国民民主党・日本維新の会・日本共産党・れいわ新選組・NHKから国民を守る党・日本保守党の各党から議員が参加している。

## 元役員
- 山本一太（副会長・自民党）
- 馳浩（幹事長・自民党）
- 河村建夫（特別顧問・自民党）
- 松本文明（副会長・自民党）
- 高井崇志（幹事・れいわ新選組）